# Stemma del Ghana
Lo stemma del Ghana è il simbolo araldico ufficiale del paese, disegnato da Amon Kotei e adottato il 4 marzo 1957. 

## Descrizione
Esso consiste in uno scudo crociato di verde e bordato in oro con al centro un leone inglese; nei quattro settori individuati dalla croce, su campo blu, sono raffigurati in alto a sinistra una spada okyeame, in alto a destra un castello sul mare (simbolo del palazzo presidenziale di Accra), in basso a sinistra un albero di cacao e a destra una miniera d'oro. Sopra lo scudo si trova un cercine con i colori della bandiera nazionale (rosso, giallo e verde) e una stella nera bordata d'oro. A sostegno dello scudo si trovano due aquile che portano al collo una medaglia a forma di stella. In basso un cartiglio riporta il motto del paese: Freedom and Justice (in inglese "libertà e giustizia").